# 인천용유초등학교 무의분교
인천용유초등학교 무의분교는 대한민국 인천광역시 중구에 있었던 공립 초등학교이다.

## 학교 연혁
- 1935년 9월 10일: 개교
- 2023년 2월 28일: 폐교[2]

## 참고 자료
- 인천용유초등학교무의분교장 - 한국교육학술정보원 학교알리미